# Godronia
Godronia Moug. & Lév. – rodzaj grzybów z rodziny Godroniaceae. 

## Systematyka i nazewnictwo
Pozycja w klasyfikacji według Index Fungorum: Godroniaceae, Helotiales, Leotiomycetidae, Leotiomycetes, Pezizomycotina, Ascomycota, Fungi.
Synonimy: Cenangiella Lambotte, Cenangium trib. Scleroderris Fr., Crumenula De Not., Scleroderris (Fr.) Bonord.

## Gatunki występujące w Polsce
- Godronia cassandrae Peck 1887
- Godronia fuliginosa (Pers.) Seaver 1945
- Godronia ledi (Alb. & Schwein.) P. Karst. 1885
- Godronia ribis (Fr.) Seaver 1945

Nazwy naukowe na podstawie Index Fungorum. Wykaz gatunków według A. Chmiel.